# Petar Đurković
| Odkryte planetoidy: 2 | Odkryte planetoidy: 2 |
| --------------------- | --------------------- |
| (1605) Milankovitch   | 13 kwietnia 1936      |
| (1700) Zvezdara       | 26 sierpnia 1940      |

Petar (Pero) M. Đurković (cyr. Петар (Перо) М. Ђурковић; ur. w 1908 w Donja Trnova, zm. w 1981 w Belgradzie) – serbski astronom, odkrywca dwóch planetoid. Pracował w Obserwatorium w Belgradzie.

## Życiorys
W roku 1932 ukończył studia matematyczne na Uniwersytecie w Belgradzie. W roku 1957 zorganizował grupę badania gwiazd podwójnych. Odkryła ona ponad 200 gwiazd wielokrotnych. W latach 1964–1970 był redaktorem czasopisma „Bulletin de l'Observatoire astronomique de Belgrade”. W latach 1965–1970 był dyrektorem Obserwatorium w Belgradzie. W ramach Towarzystwa Astronomicznego „Ruđer Bošković” otworzył w 1964 Narodowe Obserwatorium Astronomiczne w zaadaptowanej wieży fortecy Kalemegdan w Belgradzie. W latach 1970–1972 był prezesem towarzystwa.
Nazwa asteroidy (1555) Dejan, odkrytej przez Fernanda Rigaux upamiętnia syna Petara Đurkovića.